# 어린 도망자
어린 도망자(Little Fugitive)는 미국에서 제작된 레이 애슐리, 모리스 엔젤, 러스 오킨 감독의 1953년 영화이다. 리치 앤드러스코 등이 주연으로 출연하였고 모리스 엔젤 등이 제작에 참여하였다.

## 출연

### 주연
- 리치 앤드러스코
- 리처드 브류스터

### 조연
- 윌 리
- 찰리 모스
- 러스 오킨
- 하비에르 피카요